# Clubiona gilva
Clubiona gilva là một loài nhện trong họ Clubionidae.
Loài này thuộc chi Clubiona. Clubiona gilva được Octavius Pickard-Cambridge miêu tả năm 1872.